# If Today Was Your Last Day
«If Today Was Your Last Day» (с англ. — «Если бы сегодняшний день был твоим последним») — сингл с шестого студийного альбома группы Nickelback — Dark Horse. Было запланировано, что это будет первый сингл, который выйдет на радио в США 30 сентября 2008 года, но его заменили песней «Gotta Be Somebody». Вместо этого песня была выпущена 31 марта 2009 года как второй сингл в США, и как третий сингл в Канаде в ноябре 2008. «I'd Come For You» была выпущена как второй сингл в Европе вместо «If Today Was Your Last Day», так же как при выпуске альбома All the Right Reasons, когда «Far Away» была выпущена в Европе, а «Savin' Me» была выпущена в США и Канаде. Она была спродюсирована Робертом Лангом, который продюсировал весь альбом. Песня стала доступна для цифровой загрузки 11 ноября. «If Today Was Your Last Day» была выпущена в Великобритании 15 июня. Вживую песня была впервые исполнена 22 мая на «Манчестер-Арене» в Манчестере, Англия.
В США песня была платно скачана 1 500 000 раз к февралю 2010. Песня получила статус золотой в Австралии.
Вокалист/гитарист Чед Крюгер отметил песню как свою любимую на Dark Horse. Он описывал центральную часть песни как «очень мотивирующую и очень позитивную».
Песня была использована для промовидео Олимпиады в Ванкувере, и также использована во время закрытия плей-офф Кубка Стэнли 2012.

## Музыкальное видео
Музыкальное видео было снято режиссёром Найджелом Диком в марте 2009 года. Часть видео была отснята в Небраске и Нью-Йорке. Остальное было снято в Филадельфии. Видео было выпущено 23 апреля.

## Чарты
В октябре 2008 года «If Today Was Your Last Day» дебютировала на 35 позиции в чарте Billboard Hot 100 в США, причём только за счёт цифровой загрузки. После выпуска песни в качестве официального сингла, она заняла 19 позицию в Hot 100. Это второй сингл с Dark Horse, попавший в первую двадцатку Hot 100, и девятый в общем. В Канаде, песня дебютировала на 91 позиции в Canadian Hot 100, также только при цифровой загрузке. После выпуска на физических носителях и на радио она заняла 67, а позже и 7 место.

### Недельные чарты
| Чарт (2008–10)                       | Лучшая позиция |
| ------------------------------------ | -------------- |
| Австралия (ARIA)                     | 26             |
| Австрия (Ö3 Austria Top 40)          | 31             |
| Канада (Billboard Canadian Hot 100)  | 7              |
| Канада (Billboard AC)                | 12             |
| Канада (Billboard CHR/Top 40)        | 5              |
| Канада (Billboard Hot AC)            | 3              |
| Германия (GfK)                       | 31             |
| Luxembourg Digital Songs (Billboard) | 3              |
| Словакия (Rádio — Top 100)           | 58             |
| Швеция (Sverigetopplistan)           | 32             |
| Швейцария (Schweizer Hitparade)      | 30             |
| Великобритания (OCC UK Singles)      | 64             |
| Великобритания (OCC UK Rock & Metal) | 1              |
| США (Billboard Hot 100)              | 19             |
| США (Billboard Adult Contemporary)   | 14             |
| США (Billboard Adult Pop Airplay)    | 2              |
| США (Billboard Mainstream Rock)      | 32             |
| США (Billboard Pop Airplay)          | 12             |

### Годовые чарты
| Чарт (2009)                             | Позиция |
| --------------------------------------- | ------- |
| Australia (ARIA)                        | 80      |
| Canada (Canadian Hot 100)               | 21      |
| US Billboard Hot 100                    | 70      |
| US Adult Contemporary Songs (Billboard) | 33      |
| US Adult Pop Songs (Billboard)          | 13      |